# كراكو
كراكو (بالإيطالية: Craco)‏ هي بلدية في مقاطعة ماتيرا في إقليم بازيليكاتا الإيطالي. من عام 1892 إلى عام 1922، هاجر أكثر من 1300 مواطن إلى أمريكا الشمالية بشكل رئيسي بسبب الظروف الزراعية السيئة، وفي عام 1963، أجبر آخر 1800 شخص على مغادرة المدينة حفاظا على سلامتهم من الانهيارات الصخرية القاتلة، بسبب فشل أعمال البنية التحتية وأنظمة الصرف الصحي.
في عام 1972 ، أدى الفيضان إلى تفاقم الوضع بشكل أكبر، مما حال دون إعادة توطين سكان المركز التاريخي. بعد زلزال إيربينيا عام 1980 ، تم التخلي تمامًا عن موقع كراكو القديم.
تم إدراج كراكو في قائمة المراقبة الخاصة الصندوق العالمي للآثار والتراث للمدن المهجورة. ، مما جعلها منطقة جذب سياحي وموقع تصوير شهير في إيطاليا.

## السكان
في سنة 1861 بلغ عدد السكان 1٬821 نسمة، وتطور العدد ليصل في سنة 2011 لـ 766 نسمة.
يظهر هذا المخطط البياني تطور النمو السكاني لـ كراكو